# Standards Live: At the Village Vanguard
Standards Live: At the Village Vanguard  ist ein Jazzalbum von Lee Konitz. Die am 31. März und 1. April 2009 im New Yorker Jazzclub Village Vanguard entstandenen Aufnahmen erschienen 2014 auf Enja.

## Hintergrund
Lee Konitz hatte bereits im Herbst 2007 mit dem kollaborativen Trio Minsarah das Album Deep Lee aufgenommen das 2008 erschien. Der Saxophonist spielte im Frühjahr 2009 in New York City erneut mit den Mitgliedern des Trios, dem Pianisten Florian Weber, dem Bassisten Jeff Denson und dem Schlagzeuger Ziv Ravitz, die nun als sein New Quartet firmierten. „Ich hatte nie wirklich eine Vollzeit-Band, stattdessen spielte ich auf Einladung immer mit verschiedenen Leuten. Mit den Musikern auf diesem Album konnte ich wirklich improvisieren und genoss jederzeit alles, was zur Musik beitrug: Kreativität und spirituell und tiefgründig auf der gleichen Wellenlänge zu sein.“ Das war auch die Meinung von Kritikern. In der Woche, die dieses Quartett im Village Vanguard auftrat, wurde das Material für zwei Alben mitgeschnitten: 2010 wurde das Album Live at the Village Vanguard bei Enja veröffentlicht, auf dem sowohl Originals als auch Standards interpretiert wurden; 2014 folgte das Album Standards Live: At the Village Vanguard, das ausschließlich Standards enthielt.
Zu einem ein Jahr später stattfindenden Konzert Konitz’ – ebenfalls im Village Vanguard, jedoch dieses Mal mit Dan Tepfer und Matt Wilson – notierte Patrick Jarenwattananon im National Public Radio:

„Niemand weiß genau, welche Melodien der ehrwürdige Altsaxophonist Lee Konitz für seinen jüngsten Besuch im Village Vanguard geplant hatte – wahrscheinlich, weil er seine Sets heutzutage nicht viel plant. In den letzten Jahren hat er ein bestimmtes Spiel geliebt: Jemand in der Band beginnt einen Jazz-Standard, und alle anderen machen mit, sobald sie herausgefunden haben, was es ist. Manchmal nimmt die Musik eine andere Art von kontrollierter Anarchie an, in der frei improvisierte Akkordfolgen das Verfahren strukturieren.“

## Titelliste

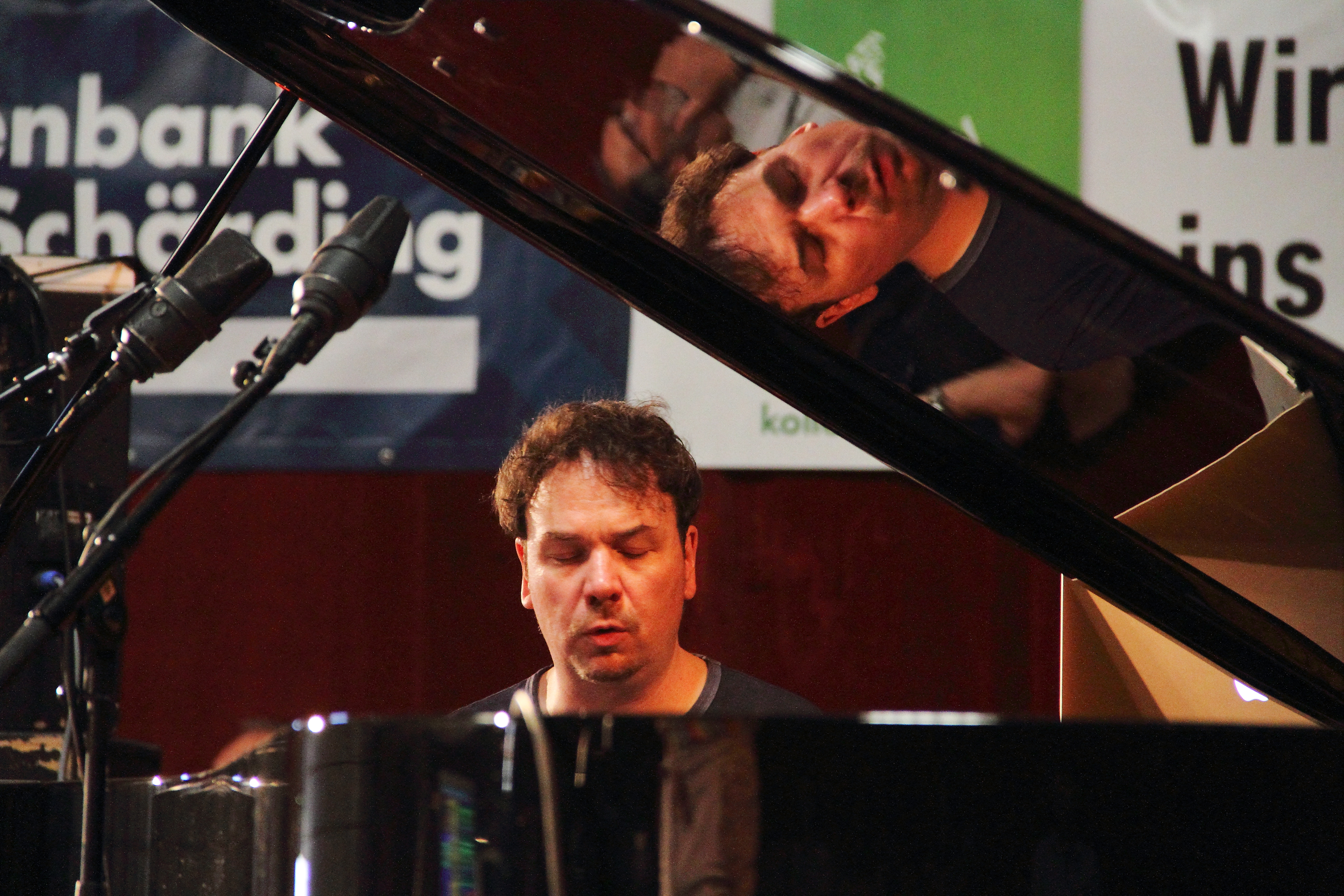
Florian Weber 2017

- Lee Konitz: Standards Live: At the Village Vanguard (Enja Records ENJ-9609 2)[4]
  1. The Song Is You (Jerome Kern, Oscar Hammerstein II) 9:33
  2. Sky Lark (Hoagy Carmichael, Johnny Mercer) 6:35
  3. In Your Own Sweet Way (Dave Brubeck) 9:43
  4. Just Friends (John Klenner, Sam M. Lewis) 9:06
  5. Stella by Starlight (Ned Washington, Victor Young) 9:41
  6. I Love You (Cole Porter) 10:14

## Rezeption
Matt Collar vergab an das Album in AllMusic 3½ (von fünf) Sterne und schrieb, Standards Live: At the Village Vanguard präsentiere den erfahrenen Saxophonisten mit einem versierten Ensemble hinter ihm. Das Album enthalte eine swingende, geradlinige Reihe von Standard-Songs, die Konitz’ sondierenden, von Herzen kommenden Jazz-Stil zeigen.
Klaus Hübner rezensierte das Album für NRW-Jazz und meinte, dass die Standards „nicht langweilig und abgenudelt sein müssen“ was Konitz und sein Quartett demonstrierten. Empfindsam und aufgeschlossenen fänden die Musiker ihren Weg durch das Repertoire, variierten allerdings während der Improvisationen sehr stark die Originale. Lee Konitz breitet während des Auftritts immer wieder neue Ideen aus, die seine jungen Kollegen aufsaugen und gefiltert und verziert wieder zurückgeben. Bei Lee Konitz und seinen Mitmusikern entsteht etwas Neues, lobte der Autor, „mehr kann man nicht erwarten, wenn das für viele als Schreckgespenst auftretende Wort ‚Standards‘ die Runde macht.“
Der NDR-Redakteur Michael Laages schrieb, die Musik auf dem Album klinge oft fast zerbrechlich – „aber wie sollte es auch anders sein? Konitz war bei den Aufnahmen bereits 81 Jahre alt. Aber die Klarheit in Ton und Struktur der Konitz-Fantasien besticht noch immer. In ganz speziellen Momenten (ob im Balladen- oder Geschwindschritt-Tempo) eröffnet der Mitbegründer einer Art von drittem Weg zwischen Bebop und Cool Jazz noch einmal den kreativ-verspielten Dialog – hier mit Webers Wegen am Klavier.“